# Todsapol Lated
Todsapol Lated (tiếng Thái: ทศพล ลาเทศ, sinh ngày 17 tháng 7 năm 1989) là một cầu thủ bóng đá người Thái Lan thi đấu ở vị trí trung vệ cho câu lạc bộ Giải bóng đá Ngoại hạng Thái Lan Port.
He was voted Thai Port's 2010 young player of the year.

## Sự nghiệp câu lạc bộ
Năm 2012, anh ký hợp đồng với Muangthong United F.C., 2 lần vô địch tại Giải bóng đá Ngoại hạng Thái Lan.

## Sự nghiệp quốc tế
Todsapol lần đầu được triệu tập vào U-23 Thái Lan và có màn ra mắt trong trận giao hữu trước Malaysia vào tháng 1 năm 2011. Vào tháng 9 năm 2014, Todsapol được triệu tập trong trận giao hữu trước Kuwait.

### Quốc tế
Tính đến 28 tháng 3 năm 2017
| Đội tuyển quốc gia | Năm  | Số trận | Bàn thắng |
| ------------------ | ---- | ------- | --------- |
| Thái Lan           | 2014 | 1       | 0         |
| Thái Lan           | Tổng | 1       | 0         |

## Danh hiệu

### Câu lạc bộ
Thai Port
- Cúp Liên đoàn Bóng đá Thái Lan (1): 2010

Muangthong United
- Giải bóng đá Ngoại hạng Thái Lan (1): 2012